# میگامانا ایهالاگامدا
میگامانا ایهالاگامدا (به لاتین: Migammana Ihalagammedda) یک منطقهٔ مسکونی در سری‌لانکا است که در استان مرکزی (سری‌لانکا) واقع شده‌است.